# نقاط فرین نروژ
نقاط فرین نروژ در بر گیرنده نقاط و موقعیت‌های جغرافیایی در نروژ است که در انتهای شمالی، جنوبی، شرقی یا غربی نروژ قرار گرفته یا کمترین و بیشترین ارتفاع را دارند.
شمالی‌ترین نقطه نروژ روسویا در جزایر سوالبار و جنوبی‌ترین آن پیسن در ماندال است. شرقی‌ترین نقطه به نام کرمرپینتن در سوالبار و غربی‌ترین نقطه به نام هویبرگودن در یان ماین قرار دارد.
قله Galdhøpiggen بلندترین نقطه نروژ است که ۲٬۴۶۹ متر بالاتر از سطح دریا قرار دارد و پایین‌ترین نقطه این کشور سواحل آن است که هم‌تراز دریاهای آزاد است.
سرزمین‌های جنوبگانی نروژ—جزیره بووه، سرزمین شهبانو ماود و جزیره پتر یکم بخشی از پادشاهی نروژ به‌شمار نمی‌روند. در صورت در نظر گرفتن سرزمین‌های جنوبگانی نروژ، جنوبی‌ترین، شرقی‌ترین و غربی‌ترین نقطه نروژ در این سرزمین قرار دارند.